# Wilhelm Brandt
Wilhelm Brandt (ur. 29 października 1887, zm. 27 grudnia 1940) – niemiecki generał major Wehrmachtu, kuzyn gen. Georga Brandta.

## Życiorys
W czasie I wojny światowej adiutant dowódcy brygady piechoty na froncie wschodnim. W latach 1920–1930 pełnił różne funkcje sztabowe w armii niemieckiej.
W kampanii wrześniowej dowódca 29 zmechanizowanej dywizji piechoty. W kampanii francuskiej był szefem sztabu grupy armii „C”. Zmarł nagle na wylew krwi do mózgu podczas inspekcji dywizji.

## Kariera
- kapitan – 12.05.1916
- major – 3.10.1918
- pułkownik – 22.04.1924
- generał major – 28.10.1939